# 地位
地位（ちい、英語: status）とは、社会またはその集団の中での身分あるいは立場・処遇・役割のことである。仏教語としての「地位（じい）」は、極めて重要な意味を持っており、菩薩が仏になるためにどうしても経なければならない道のことである。

## 法的地位
法的地位（英語: legal status）とは、法的な身分と同様の意味を持ち、憲法に基づき国民あるいは市民として法的に保障される待遇、権利のことをいう。日米地位協定というように、国家間の外交においても、条約等により両国間の役割、立場、権利、相手国及びその国民への処遇を規定する際、両国の立場を表す概念として地位と称される。
法的な地位とは、社会的に平等な権利を保障されることをいう。民主主義国家の多くにおいては個人はもとより性別、人種、宗教など特定の属性を有する人々が不当な差別や待遇など人権侵害を受けることのないよう、憲法により個人や集団は最低限の権利を保障されている。例えば、選挙においての婦人参政権や男女平等、職業、結婚、教育、福祉における平等性の確保。多民族国家においては政府による人種差別の改善の義務などがあげられる。

## 社会的地位
社会的地位とは、社会における身分や役割の高低、重要度を表す語として用いられる。法的地位が平等の観点に基づく最低限の権利保障であるのに対し、社会的地位は、一個人ないし特定の集団の社会的な優劣、影響力、処遇や社会からの認知度などを意味する。俗に「地位と名誉」と対比していわれるのはこの社会的地位の観点に基づくものである。

## その他の地位 - 政治的・経済的・外交的な地位 -

### 政治的地位
政治的地位とは、国際的には国家ないし国際機関・団体が国際社会から与えられる評価や、それに伴う重要な役割を意味し、国内的には政党や政治団体といった政治勢力が議会ないしその国の政界に占める議席数などに見られる政治的優劣関係やその影響力の大きさの程度、政権との親疎を表す意味を有する。

### 経済的地位
経済的地位とは、社会や市場における企業なり経済団体などの占める地位のことで、市場やその業界における影響力や利益・実績などを意味する。

### 外交的地位
外交的地位とは、国家が他国との関係ないし国際社会において、どの程度外交上の優位性を有するかを表す概念である。

## 仏教における地位
仏教語「地位（じい）」は、菩薩が仏になるためにどうしても経なければならない道のことであり、元は仏教の精神そのものを表現する言葉である。観音や文殊は、その精神を人格的に表現したものである。その、菩薩が仏になる道を、「菩薩道」と言うが、大乗経典でこれを中心的に説くのは「華厳経（けごんぎょう）」である。『華厳経』は、東大寺の大仏の根拠となった経典である。大仏は偉大な菩薩精神が完成した姿を表わしていると言える。それで、大仏を説くからにはその経の功徳も絶大であると考えられて、古代から良く学ばれ、写経の際には重要なテキストになった。その『華厳経』が説く菩薩の道を「十地（じゅうじ）」と言い、その他の課題と区別して、この十地を特に「地位」と呼ぶのである。『華厳経』は、「十」を完全な数と見て、あらゆることを「十」の観点から説く。また「地」とは地面のことで、拠り所を意味している。菩薩はしっかりと地面を踏みしめながら、仏となる道を歩んで行く。 「華厳経」は、十地の歩みの中で最も重要なことは、初地に立つことであると説いている。その為には、自らの課題（願）と清らかな行い（善）が揺ぎ無いものとなっていなければならず、その上で初めて、本当の歩みが始まると言うのである。つまり「地位」に就くことは、始まりであって目的ではないのである。その始まりに立つためには、揺ぎ無い決心と相応の実力が必要だと言うのである。